# Höegh Osaka
La Höegh Osaka è una nave da carico di autovetture Roll-on/roll-off battente bandiera di Singapore costruita nel 2000 come Maersk Wind per A.P. Møller. È stata venduta a Höegh Autoliners (Leif Höegh & Co) nel 2008 e successivamente ribattezzata Höegh Osaka nell'agosto 2011. Il 3 gennaio 2015 si inclinò e venne intenzionalmente arenata nel Solent. I suoi 24 membri dell'equipaggio e un pilota furono successivamente salvati.

## Caratteristiche
La nave è lunga complessivamente 179,9 metri e larga 32,2 metri. Opera a una profondità di 21,62 metri. Il suo pescaggio è di 10,15 metri.
La nave è alimentata da un motore Diesel Mitsubishi 8UEC60LS, valutato a 19.140 cavalli (14.270 kW), che aziona una singola elica a passo fisso, che può spingere la nave a 19,2 nodi (35,6 km/h; 22,1 mph). Ha una stazza lorda di 51.770 tsl, una portata lorda 16.886 tpl, e una stazza netta di 15.532 tsl. La nave ha una capacità di 2.520 auto o 450 autocarri.

## Storia
La nave fu costruita nel 2000 al cantiere numero 1161 dalla Tsuneishi Holdings Corporation, distretto di Tadotsu, Kagawa, Giappone. Venne impostata il 3 dicembre 1999 e fu varata come Maersk Wind il 1º maggio 2000 inizialmente sotto la direzione di AP Møller, Singapore. La gestione fu trasferita ad A.P. Møller - Maersk, Copenaghen, Danimarca più tardi nel 2000. La gestione venne trasferita nel 2007. Nel 2008, la nave fu venduta a Höegh Autocarriers e ribattezzata Höegh Osaka.
Il porto di registrazione è Singapore. È identificata con il numero IMO 9185463 e il numero MMSI 563248000 e l'identificativo di chiamata marittimo è S6TY. La nave ha una velocità massima di 19,2 nodi (35,6 km/h). La Höegh Osaka è di proprietà di Höegh Autoliners e opera sotto la direzione di Wallem Shipmanagement, Singapore.

## Arenamento

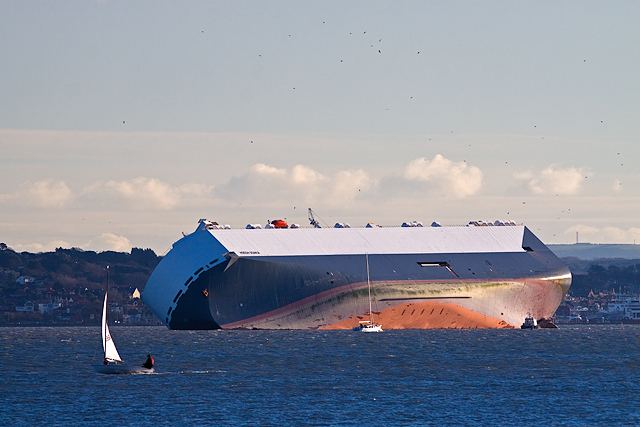
La nave arenata nel gennaio 2015

Il 3 gennaio 2015 la Höegh Osaka fu caricata a Southampton, Hampshire, Regno Unito con un carico ro-ro di autobus, attrezzature da costruzione e auto Range Rover oltre ad alcuni carichi non specificati già a bordo. Altre merci dovevano essere caricate a Bremerhaven, in Germania, la sua fermata successiva e poi ad Amburgo, sempre in Germania, per più merci e rifornimento di carburante. Questo fu un cambiamento rispetto alla rotta normale di Amburgo, Bremerhaven e poi Southampton.
Un pilota si imbarcò alle 19:30 e la nave partì alle 20:06. Alle 20:59, la nave virò a dritta ed entrò nel canale Thorn viaggiando a 10 nodi (19 km/h). Dopo essere entrata nel canale, la velocità del cargo aumentò a 12 nodi (22 km/h). Alle 21:09, la Höegh Osaka virò a sinistra alla West Bramble Buoy e si inclinò fortemente. Il pilota diede l'ordine di fermare i motori alle 21:10, ed espresse dubbi rispetto all'altezza metacentrica (GM) della nave. Man mano che la nave si inclinava, l'elica e il timone della nave persero la funzionalità. La nave si incagliò sul Bramble Bank al largo dell'Isola di Wight alle 21:15, e si stabilì con un'inclinazione che alla fine avrebbe raggiunto i 52°. Secondo gli armatori, arenarono la nave intenzionalmente a Bramble Bank nel Solent.
Alle 21:19 venne chiamata la scialuppa di salvataggio costiera di classe D dalla Calshot Lifeboat Station. Anche i rimorchiatori Svitzer Ferriby e Svitzer Surrey, al momento nel Southampton Water, furono inviati in aiuto della Höegh Osaka.  Furono chiamate anche una scialuppa di salvataggio di classe Severn da Yarmouth e una lancia di salvataggio di classe Atlantic 85 da Cowes, Isola di Wight. La seconda scialuppa di salvataggio Calshot fu quindi chiamata. Un elicottero della guardia costiera AgustaWestland AW139 dell'RNAS Lee-on-Solent (HMS Daedalus) venne chiamato e anche il rimorchiatore Apex fu inviato in assistenza sul sito.
Alle 21:54, lo Svitzer Ferriby arrivò alla Bramble Bank e aiutò ad attraccare la nave. Un membro dell'equipaggio si ruppe un braccio e una gamba quando cadde da circa 18 metri in un corridoio mentre la nave si inclinava. Un membro dell'equipaggio saltò in acqua mentre una scialuppa di salvataggio si avvicinava e fu salvato. Sei membri dell'equipaggio vennero caricati a bordo dell'elicottero da Lee-on-the-Solent e vi sono atterrati. L'RFA Lyme Bay assistette nel coordinamento degli sforzi di salvataggio. Un membro dell'equipaggio della Yarmouth Lifeboat fu caricato con un verricello sulla Höegh Osaka per assistere all'evacuazione. Un elicottero Westland Sea King della Royal Air Force fu chiamato dalla RAF Chivenor. Anche il National Police Air Service inviò un elicottero dotato di apparecchiatura per la visione notturna. Tutto l'equipaggio, tranne il pilota, il capitano e l'ufficiale capo erano salvati entro le 00:15 del 4 gennaio. Tutti furono evacuati alle 02:09 perché l'inclinazione della nave aumentava con il calare della marea.
La nave trasportava un carico di 1.400 veicoli e circa 70 pezzi di attrezzatura da costruzione. La Svitzer mandò dei rimorchiatori. Una zona di esclusione marittima di 200 metri venne istituita intorno alla nave e lo spazio aereo al di sotto di 61 m fu chiuso agli aeromobili entro 1 miglio. Un tentativo di rimettere a galla la nave fu previsto per il 7 gennaio, ma fu annullato perché all'interno della nave venne trovata più acqua del previsto. La nave tornò a galla senza assistenza esterna più tardi quel giorno, aiutata da fattori naturali cui l'alta marea e forti venti, presa al seguito e ormeggiata a circa 3,2 km a Est ad Alpha Anchorage, tra East Cowes e Lee-on-the-Solent in attesa di ulteriori operazioni di salvataggio. Il 22 gennaio, la Höegh Osaka venne rimorchiata a Southampton, e le operazioni di salvataggio ridussero l'inclinazione della nave a 5°.

### Ritorno al servizio
Il 10 febbraio 2015, la Höegh Osaka partì da Southampton per Falmouth, in Cornovaglia, per essere riparata. Tornò in servizio il 20 febbraio 2015, salpando da Falmouth via Gibilterra nel Mar Mediterraneo diretta a Antivari, Montenegro.

### Indagine
Il Marine Accident Investigation Branch aprì un'indagine sull'incidente. Il suo rapporto sull'incidente venne pubblicato il 17 marzo 2016.
L'inchiesta rilevò che i piani per il carico del cargo non furono modificati nonostante il cambio di itinerario. Non venne effettuato alcun calcolo della stabilità della nave, una pratica comune a molte flotte di operatori. Il peso del carico a bordo fu sottostimato, essendo di 265 tonnellate superiore a quanto immaginato. L'indagine rilevò che sebbene il carico si fosse spostato a seguito dell'inclinazione delle navi, non era la causa dell'inclinazione. Il sistema dell'acqua di zavorra della nave non era completamente funzionante, tutti tranne uno dei misuratori per ciascuna cisterna di zavorra erano inutilizzabili, una situazione che esisteva almeno dal luglio 2014. Era possibile effettuare letture manuali della quantità di acqua in ciascuna cisterna di zavorra. L'ufficiale capo aveva l'abitudine di calcolare quanta acqua veniva trasferita tra i serbatoi sincronizzando le pompe e utilizzando la loro capacità di 7 tonnellate al minuto. Si scoprì che alcune delle cinghie utilizzate per fissare il carico al ponte non erano conformi alle normative in vigore all'epoca, essendo solo la metà più forti di quanto avrebbero dovuto essere.